# وزارة حقوق الإنسان (باكستان)
وزارة حقوق الإنسان (بالأردوية: وزارت انسانی حقوق)‏، هي مؤسسة حكومية اتحادية في باكستان. وترأس الوزارة حاليًا شيرين مزاري، وزيرة حقوق الإنسان، بينما يشغل إنعام الله خان داريجو منصب السكرتير الاتحادي. تلقى موضوع حقوق الإنسان المثير للجدل تاريخيًا في باكستان تأكيدًا إضافيًا من القيادة العليا في باكستان عندما تم فصل الوزارة عن وزارة القانون والعدل في 3 نوفمبر 2008.
أنشأت رئيسة الوزراء بينظير بوتو الوزارة في 1995/1996، ولكن مع حل حكومتها تم تقليص حجم الوزارة. وفي ذلك الوقت ضُمت الوزارة إلى وزارة العدل. كان لديها آنذاك 125 موظفًا وأربعة مكاتب إقليمية. طلبت الوزارة المساعدة من الوكالات المانحة لتوسيع نشاطها. وقد وُضع برنامج لإصلاح السجون في عام 2000.

## وصلات خارجية
- وزارة حقوق الانسان